# Thladiantha dimorphantha
Thladiantha dimorphantha är en gurkväxtart som beskrevs av Hand.-mazz. Thladiantha dimorphantha ingår i släktet berggurkor, och familjen gurkväxter. Inga underarter finns listade i Catalogue of Life.